# ウィラメット・ヴァレーAVA
ウィラメット・ヴァレーAVA（英: Willamette Valley AVA）は、アメリカ合衆国オレゴン州のウィラメット渓谷にあるアメリカ葡萄栽培地域（American Viticultural Area, AVA）である。ウィラメット川流域を囲む。北はコロンビア川から南はユージーンのすぐ南（ウィラメット川の終点）まで、西はオレゴン海岸山脈から東はカスケード山脈までの範囲に及ぶ。州内最大のAVAとして13,500 km2（5,200 mi2）の面積を有し、オレゴン州のワイナリーの大半（2006年現在、約200）が拠点を置く。ウィラメット・ヴァレーAVAの境界が制定されたのは1984年、以来、AVA北部に6つの小区域AVAが設立された。冷涼・高湿の気候が特徴で、ピノ・ノワールの名産地として世界的にその名が知られる。
公式な区別ではないが、多くのワイン愛好家の間では、セイラムの緯度（北緯45度付近）を境にウィラメット渓谷を北部地域と南部地域で分けることが多い。

## 気候
一年を通して穏やかである。冬は涼しく高湿で、夏は涼しく乾燥している。32℃(90°F) を超える日は年間を見ても5日15日しかない。−18℃(0°F) を下回ることは25年に1度という頻度である。雨が多く降るのは秋季後半から冬季、春季前半までで、この期間中に年の最低気温を記録する。一年を通して雪は少なく、年積雪量は13cm〜25cm。
ウィラメット渓谷の全域が葡萄の栽培に適しているという訳ではない。ワイナリーが集中しているのはウィラメット川の西岸一帯、海岸山脈の風下側、およびウィラメット川に多くある支流の流域である。ワイナリーはヤムヒル郡に特に多く集中している。

## 下位AVA

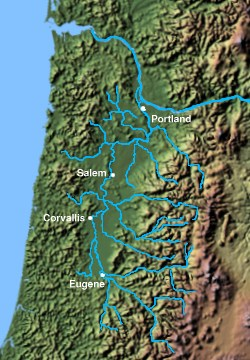
ウィラメット川の渓谷

ウィラメット・ヴァレーAVAには6つの下位AVAが存在する。これらは同じウィラメット・ヴァレーAVAの域内にありながら、気候、土壌、高度などの環境因子がお互いに異なるため、下位AVAによるより限定的な呼称が行われることがある。

### チュヘイラムAVA
2006年に制定されたAVAで、北西はフォレストグローヴ (オレゴン州)から南西はウィルソンビルまでの全長32kmの範囲を含む。AVA内には、リボン・リッジ、パレット山、ボルド・ピークなどの山々がある。このAVA設立のための請願は2001年に始まり、アデルスハイム・ヴィンヤードのデイヴィッド・アデルスハイムを筆頭に活動が行われた。

### ダンディー・ヒルズAVA
ダンディー北部および西部に広がる丘の上にあるAVAである。面積は28.1 km²（6,940エーカー）で、その内530ヘクタール（1,300エーカー）で葡萄栽培が行われている。25を超えるワイナリーと独立葡萄園が存在し、44,00ケースを超えるワインが生産されている。ピノ・ノワールはとりわけ重要な品種であり、国際的な名声を勝ち得ているワイナリーも複数存在する。

### エオラ＝アミティ・ヒルズAVA
北はアミティから南はセイラムまでを範囲とするAVAである。ウィラメット川西岸で、南北に24km（15mi）、東西に10km（6mi）の面積を有する。太平洋からウィラメット川までヴァン・ダザー回廊（オレゴン海岸山脈の狭間）を伝わってくる風の影響で、夏季でもあまり気温が高くならない。「エオラ」（Eola）とはこの地域の風が強い条件から名付けられたもので、ギリシャ神話に登場する風神「アイオロス」に由来する。

### マクミンビルAVA
マクミンビル近郊で2005年に設立されたAVAである。マクミンビル南西の丘にあり、大体マクミンビルからシェリダンまでの範囲を包含する。14のワイナリーと総面積2.1 km2の葡萄園がある。高低差もあり、標高は200エーカーから1,000エーカーにまで及ぶ。

### リボン・リッジAVA
ニューバーグとガストンの間に広がるAVAで、海洋堆積物によってうずたかく積もった丘（リッジ）の上にある。北緯45度21分、西経123度04分にあり、チェヘイラム・マウンテンズの北西端にある。リボン・リッジという地名は19世紀から使われている。丘の幅0.40 km（0.25 mi）、長さ5.63 km（3.50 mi）、面積14 km2（3,350 エーカー）の総面積の内、栽培が行われているのは2.0 km2（500 エーカー）。AVA内で栽培に適している土地は4 km2（1,000 エーカー ）〜6 km2（1,400 エーカー）と推定されている。 

### ヤムヒル＝カールトン・ディストリクトAVA
ヤムヒルとカールトンを跨ぐAVA。このAVAの名で販売できるワインは、海抜100mから300mまでの地域で育てられたワインに限定されている。AVA内には5 km2を超える葡萄園があり、AVA全体がすぐ西にあるオレゴン海岸山脈の雨蔭の内部に収まっている。AVAの設立は2005年である。